# 萊頓米德蘭路站
莱顿米德兰路站（英語：Leyton Midland Road railway station）是伦敦地上铁福音橡至柏京綫的一座车站，位于伦敦的沃爾瑟姆森林區，属于第3收费区。

## 概況
本站位於莱顿，擁有2個站台和一個詢問處，並安裝有驗票閘門。但有爭議的是，通往米德蘭路的出口已經被關閉。

## 歷史
- 1894年7月9日，本站開通，車站名稱為莱顿站，為托特納姆和森林門鐵路的一部分[7][8]。
- 1915年8月17日，車站遭到德國的齊柏林飛艇的襲擊，導致售票廳、檯球廳等建築被摧毀，並導致4人死亡[9]。
- 1949年5月1日，車站改為現在名稱[7][8]。
- 1968年5月6日，車站旁的貨場被關閉[7]。

## 列車服務
目前為15分鐘一班列車，深夜時間為30分鐘一班列車。

## 其他
隨著途徑本站的列車數量增加，而2節編組的內燃動車組已經不能滿足日益增長的客流需求。本站在2016年6月開始進行電氣化工程，預計2017年12月結束。